# Echidgnathia
Echidgnathia là một chi bướm đêm thuộc họ Sesiidae.

## Các loài
- Echidgnathia vitrifasciata (Hampson, 1910)